# Хасан Сайяд Ходаї
Хасан Сайяд Ходаї (англ. Hassan Sayyad Khodaei); (1972, Башмаг, Східний Азербайджан — 22 травня 2022, Тегеран) — іранський офіцер, полковник КВІР, терорист.

## Біографія
Хасан Сайяд Ходайї народився в 1972 році. Приєднався до лав КВІР у 1987 році. Воював проти ІДІЛ в Іраку та Сирії у складі підрозділу 840 сил «Кудс».
Був заступником генерала Касема Сулеймані, командира спецпідрозділу Стражів ісламської революції «Ель-Кудс». Остання посада — заступник директора з технологічних та збройових розробок елітних Сил Кудс (Сили таємних операцій КВІР за кордоном). У його компетенцію, ймовірно, входив головний іранський проект із трансформації ракетного арсеналу Хезболли, з подальшим його перетворенням на бази високоточних ракет, здатних вражати ізраїльські цілі.
За оцінками ізраїльської та західної розвідок, Ходаї відповідав за терористичні атаки проти ізраїльських цілей по всьому світу. Згідно з наявними повідомленнями, Ходаї був причетний до кількох замахів на життя ізраїльтян за кордоном, включаючи вибух автомобіля ізраїльського дипломата в Нью-Делі в 2012 році, внаслідок якого було тяжко поранено дружину дипломата.
Розстріляний 22 травня 2022 року у власній машині біля свого будинку на півдні Тегерану. Виконавців вбивства було щонайменше двоє. Вони пересувалися на мотоциклах. Під'їхавши до автомобіля, у якому перебував 50-річний офіцер КВІР, вони відкрили вогонь. У полковника було випущено п'ять куль. Від отриманих поранень він помер вдома. Вбивцям вдалося втекти. Ніхто офіційно не взяв на себе відповідальність за вбивство, але, за даними The Guardian, стиль убивства пов'язаний із серією попередніх вбивств мотоциклістами іранських вчених-ядерщиків, які приписують Ізраїлю. У грудні 2023 року колишній прем'єр-міністр Ізраїлю Нафталі Беннет підтвердив, що Моссад ліквідував Ходаї.